# 拉斯塔布拉斯 (錢吉諾拉區)
拉斯塔布拉斯（西班牙語：Las Tablas），是巴拿馬的城鎮，位於該國西北部，由博卡斯德爾托羅省的錢吉諾拉區負責管轄，面積100.8平方公里，人口13,606，人口密度每平方公里95.7人。

### 拉斯塔布拉斯 (钱吉诺拉区)地区
100.8平方公里

### 人口
13606

### 男性人口
7029 (51.7%)

### 女性人口
6577 (48.3%)

### 从1975到2015的人口变化
+336.9%

### 从2000到2015的人口变化
+64.5%

### 年龄中位数
17.7 年

### 男性平均年龄
18.2 年

### 女性平均年龄
17.1 年

### 时区
北美东部标准时间